# La noche prohibida
La noche prohibida fue un programa de televisión, emitido por Antena 3 en 1996. Se programaba los viernes al filo de la media noche.

## Historia
Respondiendo al formato de Late night, el espacio se adentraba en el mundo de la noche y los personajes que lo frecuentan, poniendo en acento en aspectos eróticos. Se alternaban reportajes en la calle que refeljaban los ambientes nocturnos de las ciudades más importantes del país, entrevistas, tertulias sobre temas sexuales y un strip-tease.
Iniciamente presentado por el actor José Coronado, con la colaboración de Yvonne Reyes, desde el 19 de julio, aquél fue sustituido por Enrique del Pozo.